# Новомихайловский сельсовет (Московская область)
Новомихайловский сельсовет сельсовет — упразднённая административно-территориальная единица, существовавшая на территории Московской губернии и Московской области до 1954 года.
Новомихайловский сельсовет сельсовет возник в 1924—1925 годах в составе Раменской волости Волоколамского уезда Московской губернии.
По данным 1926 года в состав сельсовета входили 2 населённых пункта — Новомихайловское и Коросткино.
В 1929 году Новомихайловский с/с был отнесён к Шаховскому району Московского округа Московской области. При этом к нему был присоединён Акинькинский с/с Судисловской волости.
14 июня 1954 года Новомихайловский с/с был упразднён, а его территория в полном составе передана в Раменский с/с.